# جایزه بزرگ آفریقای جنوبی ۱۹۷۳
جایزه بزرگ آفریقای جنوبی ۱۹۷۳ (انگلیسی: ‎1973 South African Grand Prix‎) یک مسابقهٔ موتوری در رشتهٔ اتومبیل‌رانی فرمول یک بود که در تاریخ ۳ مارس ۱۹۷۳ در کیالامی واقع در میدراند، خاوتنگ، آفریقای جنوبی برگزار شد. این گراند پری در میان ۱۵ گراند پری در فصل ۱۹۷۳، مسابقهٔ شمارهٔ ۳ بود.
در این مسابقه که در ۷۹ دور و به مسافت ۳۲۴٫۲۱۶ کیلومتر (۲۰۱٫۴۵۸ مایل) برگزار شد، پول پوزیشن توسط دنی هیولم کسب شد و سریع‌ترین زمان برای طی یک دور پیست که برابر با ۱:۱۷٫۱۰ بود نیز توسط امرسون فیتیپالدی به ثبت رسید.
جکی استوارت از تیم تایرل-فورد، پیتر روسون از تیم مک‌لارن-فورد و امرسون فیتیپالدی از تیم لوتوس-فورد به‌ترتیب مقام‌های اول تا سوم مسابقه را کسب کردند.

## رده‌بندی قهرمانی پس از مسابقه
|       | جایگاه | راننده           | امتیاز |
| ----- | ------ | ---------------- | ------ |
|       | ۱      | امرسون فیتیپالدی | ۲۲     |
|       | ۲      | جکی استوارت      | ۱۹     |
| ۱     | ۳      | دنی هیولم        | ۸      |
| ۶     | ۴      | پیتر روسون       | ۶      |
| ۲     | ۵      | فرانسوا سورت     | ۶      |
| منبع: |        |                  |        |

|       | جایگاه | سازنده      | امتیاز |
| ----- | ------ | ----------- | ------ |
|       | ۱      | لوتوس-فورد  | ۲۲     |
|       | ۲      | تایرل-فورد  | ۲۱     |
|       | ۳      | مک‌لارن-فورد | ۱۲     |
|       | ۴      | فراری       | ۹      |
| ۱     | ۵      | برابام-فورد | ۱      |
| منبع: |        |             |        |

یادداشت
- تنها پنج جایگاه نخست از هر رده‌بندی نمایش داده شده‌است.